# Andreas Schäfer (Prähistoriker)
Andreas Schäfer (* vor 1986) ist ein deutscher Prähistorischer Archäologe.

## Leben
Er studierte von 1986 bis 1991 Vor- und Frühgeschichte, European Archaeology, Provinzialrömische Archäologie und Alte Geschichte an den Universitäten München, Oxford (Master of Philosophy in European Archaeology an der University of Oxford am Brasenose College 1992 (Masterarbeit: The Gold-Grip Swords of Central and Western Europe: A Reappraisal)) und Marburg (Promotion in Vor- und Frühgeschichte 2003). Von 2000 bis 2005 war er wissenschaftlicher Mitarbeiter am vorgeschichtlichen Seminar der Philipps-Universität Marburg. Von 2005 bis 2009 war er wissenschaftlicher Mitarbeiter am Bereich Ur- und Frühgeschichte der Friedrich-Schiller-Universität Jena, wo er 2009 die Habilitation in Ur- und Frühgeschichte mit der Habilitationsschrift Frühe Eisenproduktion in der Mittelgebirgszone. Regionale Fallstudien von der Latènezeit bis zum Frühmittelalter zwischen Luxemburg und Bayern ablegte. Seit Oktober 2009 lehrt er als Professor für Ur- und Frühgeschichtliche Archäologie an der Otto-Friedrich-Universität Bamberg.
Seine Forschungsschwerpunkt liegen im Bereich Jüngere Urgeschichte und Metallzeiten (insbes. jüngere Eisenzeit), römische Kaiserzeit, Handwerk und Wirtschaft in vor- und frühgeschichtlicher Zeit; Montanarchäologie, insbes. Metallgewinnung und Metallverarbeitung sowie Landschaftsarchäologischen Fragestellungen. 

## Schriften (Auswahl)
- Die Kleinfunde der jüngerlatènezeitlichen Siedlung Berching-Pollanten, Lkr. Neumarkt i.d. Oberpfalz. Mit einem Beitrag von Radomír Pleine (= Marburger Studien zur Vor- und Frühgeschichte. Band 24). Leidorf, Rahden 2010, ISBN 978-3-89646-107-0 (zugleich Dissertation, Marburg 2003).
- mit Guntram Gassmann: Luxemburger Eisen. Montanarchäologische Untersuchungen zur frühen Eisenproduktion im Umland des Titelbergs in Südwestluxemburg (= Forschungen des Instituts für Archäologie, Denkmalkunde und Kunstgeschichte. Band 6). University of Bamberg Press, Bamberg 2017, ISBN 978-3-86309-498-0.